# (500074) 2011 WB35
(500074) 2011 WB35 es un asteroide perteneciente al cinturón de asteroides, descubierto el 26 de octubre de 2011 por el equipo del Pan-STARRS desde el Observatorio de Haleakala, Hawái, Estados Unidos.

## Designación y nombre
Designado provisionalmente como 2011 WB35.

## Características orbitales
2011 WB35 está situado a una distancia media del Sol de 2,251 ua, pudiendo alejarse hasta 2,531 ua y acercarse hasta 1,971 ua. Su excentricidad es 0,124 y la inclinación orbital 4,447 grados. Emplea 1234,23 días en completar una órbita alrededor del Sol.

## Características físicas
La magnitud absoluta de 2011 WB35 es 17,5.